# Arrest Restamark
Restamark, voluit Ravintoloitsijain Liiton Kustannus Oy Restamark (EVA-Hof 16 december 1994, nr. E-1/94) is de roepnaam van een arrest van het Hof van de Europese Vrijhandelsassociatie gewezen op 16 december 1994, betreffende een verzoek om een prejudiciële beslissing van de Finse Tullilautakunta (een beroepscommissie van de douane) over de uitlegging van de artikelen 11 en 16 van de overeenkomst betreffende de Europese Economische Ruimte. In dit arrest oordeelde het Hof over de eisen waaraan de verwijzende instantie moet voldoen wil het als "court or tribunal" ontvankelijk zijn, en over de rechtstreekse werking van bepalingen in de EER-Overeenkomst. Restamark is het eerste arrest dat het op 1 januari 1994 opgerichte EVA-Hof wees.

## Feiten en procesverloop
De feiten die aanleiding gaven tot het arrest waren als volgt. Op 10 januari 1994 (daags na de inwerkingtreding van de EER-Overeenkomst) importeerde de Finse onderneming Restamark 120 flessen Italiaanse rode wijn uit Italië en 18 flessen Johnnie Walker Red Label whisky, 12 flessen Ballantine's whisky en 30 flessen Racke Rauchzart whisky uit Duitsland, en zette die in entrepot. De volgende dag vroeg Restamark toestemming aan wettelijk monopolist Oy Alko Ab om de waren te importeren. Nog twee dagen later, op 13 januari 1994, vroeg Restamark om een overschrijvingsopdracht zodat de goederen in het vrije verkeer konden worden gebracht.
Op 14 januari 1994 weigerde het douanekantoor in het district Helsinki echter de toelating van de goederen tot de interne markt. Daarbij beriep het zich op afdeling 2, eerste subparagraaf en paragraaf 27 van de Alkoholilaki (de Alcoholwet), en op paragraaf 14a van de Asetus alkoholijuomista (het Besluit op alcoholische dranken). Restamark ging hiertegen op 19 januari 1994 in beroep bij de Tullilautakunta. Oy Alko Ab vroeg op diezelfde dag aan Restamark om extra informatie, zoals de namen van de verkopers, de afgesproken prijzen en de namen van restaurants in Finland die de geïmporteerde waren hadden gekocht. Restamark liet aan Alko weten dat zij dit als bedrijfsgeheim beschouwt en verzocht instemming zonder dat zij de informatie hoefde prijs te geven.
Op 19 april 1994 schorste de Tullilautakunta de behandeling van de zaak en stelde het Hof van de Europese Vrijhandelsassociatie twee prejudiciële vragen:
1. Kan, met inachtneming van enerzijds het wettelijk monopolie van Oy Alko Ab voor de import van alcoholische dranken en anderzijds de bereidheid van dat bedrijf om onder zijn voorwaarden import van alcohol toe te staan, de commerciële import van alcohol uit andere Verdragsluitende Staten worden aangemerkt als zijnde niet een kwantitatieve beperking of belemmering door een maatregel van gelijke werking, in strijd met artikel 11 van de EER-Overeenkomst, als dit bestuurlijke hof van beroep de beslissing van het douanekantoor om geen import van alcohol toe te staan zonder toestemming van Oy Alko Ab, welke toestemming de wet vereist, bevestigt?
2. Is het genoemde wettelijk monopolie in strijd met artikel 16 van de EER-Overeenkomst? Zo ja, is dit artikel zo onvoorwaardelijk en voldoende duidelijk dat het directe werking heeft en moet het importmonopolie daarom beschouwd worden als zijnde verlopen per 1 januari 1994?

## Beoordeling door het Hof
Het Hof zag zich eerst voor de vraag gesteld of de Tullilautakunta wel een "court or tribunal" was in de zin van artikel 34(2) van de Overeenkomst tussen de EVA-staten betreffende de oprichting van een Toezichthoudende Autoriteit en een Hof van Justitie, op grond waarvan de prejudiciële vragen waren ingediend. De regeringen van Finland en Noorwegen en de Toezichthoudende Autoriteit waren van mening dat deze vraag ontkennend moest worden beantwoord. Restamark was van mening dat de Tullilautakunta wel een "court or tribunal" in de zin van de regeling was, en de Europese Commissie gaf aan dat bij twijfel in het voordeel van de verwijzende instantie moet worden beslist.
Het Hof overwoog dat, voor de beantwoording van de vraag of de verwijzende instantie onder het begrip "court or tribunal" valt, gekeken moet worden of deze instantie bij wet is ingesteld, een permanent karakter heeft, bindende rechtsmacht uitoefent, uitspraak doet na een procedure op tegenspraak, de regelen des rechts toepast en onafhankelijk is. Het verwees daarbij naar het arrest van het Hof van Justitie van de Europese Gemeenschappen in de zaak Gemeente Almelo e.a. t. Energiebedrijf IJsselmij NV. Op basis hiervan kwam het tot het oordeel dat de Tullilautakunta onder het begrip valt, en het verzoek om een prejudiciële beslissing ontvankelijk is:

In deze omstandigheden, en gezien het feit dat de prejudiciële procedure een specifiek opgericht middel van samenwerking tussen het Hof en de nationale rechterlijke instanties is met als doel het verstrekken aan deze instanties van de nodige elementen van EER-recht om voorliggende zaken te beslissen, is het verzoek om een prejudiciële beslissing van de Tullilautakunta ontvankelijk.
In those circumstances, and bearing in mind that the advisory opinion procedure is a specially established means of co-operation between the Court and national courts with the aim of providing the national courts with the necessary elements of EEA law to decide on the cases before them, the request for an advisory opinion from the Tullilautakunta is admissible.
— rechtsoverweging 31 van het arrest, vertaling door red.

Deze ruime interpretatie van het begrip "court or tribunal" werd later door het Hof bevestigd in gevoegde zaken E-8/94 en E-9/94 en lijkt sindsdien vaste jurisprudentie.
Na te hebben vastgesteld dat het verzoek ontvankelijk is beantwoordde het Hof de eerste vraag aldus, dat een nationale maatregel waarbij een wettelijk monopolist het exclusieve recht wordt toegekend om alcoholische dranken te importeren, onverenigbaar is met artikel 11 van de EER-Overeenkomst. Bij de beantwoording van het tweede deel van de tweede vraag, namelijk of artikel 16 van de EER-Overeenkomst directe werking heeft, stelde het Hof voorop dat Protocol 35 bij de Overeenkomst bepaalt dat de EER EVA-lidstaten er zorg voor dragen dat, in geval van conflict tussen EER-regels en andere wettelijke bepalingen, de EER-regels voorrang genieten. Hieruit leidde het Hof af dat:

... [het inherent is] aan de aard van zulk een bepaling dat personen en ondernemers in geval van conflict tussen de EER-regels en nationale wettelijke bepalingen, bevoegd moeten zijn om rechten die uit de EER-Overeenkomst zouden kunnen voortvloeien in te roepen op nationaal niveau als ware die bepalingen deel van de bewuste nationale rechtsorde, mits zij onvoorwaardelijk en voldoende duidelijk zijn.
[... i]t is inherent in the nature of such a provision that individuals and economic operators in cases of conflict between implemented EEA rules and national statutory provisions must be entitled to invoke and to claim at the national level any rights that could be derived from provisions of the EEA Agreement, as being or having been made part of the respective national legal order, if they are unconditional and sufficiently precise.
— rechtsoverweging 77 van het arrest, vertaling door red.

Het Hof overwoog vervolgens dat artikel 16 van de EER-Overeenkomst gelijk is aan artikel 37(1) van het EG-Verdrag (thans art. 37 VWEU), en verwees naar het arrest Manghera van het Hof van Justitie van de Europese Gemeenschappen, waarin dat hof overwoog dat artikel 37(1) EG zich leende voor rechtstreekse werking. Gelet op de overeenkomsten tussen de twee bepalingen, alsmede op de doelstelling van de EER-Overeenkomst, te weten een dynamische en homogene Europese Economische Ruimte te creëren, en de eis van een gelijk behandeling van personen in de hele EER, bepaalde het Hof dat artikel 16 de impliciet in Protocol 35 neergelegde vereisten voor rechtstreekse werking vervult.